# Goom
Goom es un extraterrestre ficticio creado por Stan Lee, Jack Kirby y Dick Ayers, que aparece en los cómics estadounidenses publicados por Marvel Comics. Apareció por primera vez en el cómic de antología Tales of Suspense vol. 1 # 15 (marzo de 1961) en la Edad de plata de las historietas. Está representado como el padre de Googam.

## Historial de publicaciones
Goom apareció por primera vez en Tales of Suspense vol. 1 #15 y fue creado por Stan Lee, Jack Kirby, y Dick Ayers.

## Biografía
Goom es un extraterrestre del planeta X que intentó conquistar la Tierra. Fue derrotado y volvió a su planeta de origen por otros extraterrestres del Planeta X, pero su hijo Googam pronto siguió los pasos de su padre.
Xemnu más tarde creó un duplicado de Goom que fue destruido por Hulk.
En algún momento, fue capturado por el extranjero del Coleccionista y encarcelado junto a otros monstruos. Estos cautivos fueron liberados por el Hombre Topo, pero fueron derrotados por la Bestia, Giant-Man, Hulk y la Mole, y Mr. Fantástico, ellos fueron exiliados en la zona negativa. 
De alguna manera, Goom y otros monstruos volvieron a la Tierra y se instalaron en la Isla de Monstruos del Hombre Topo. En el Día de San Valentín, Goom trató de encontrar a un compañero humano en la Tierra, pero la diosa Venus en su lugar lo creó (algo en contra de su voluntad) con el extranjero Shivoor. 
Goom desapareció después, dejando a su hijo Googam solo en la Tierra. 
El dictador microscópico Tim Boo Baa se aprovechó de la búsqueda de Googam para su padre en manipular a Googam en traerlo a la Tierra, donde fue derrotado por los aliados de Googam, el "Fin Fang Cuatro".
Goom fue capturado más tarde por S.H.I.E.L.D. y puesto bajo la custodia por la fuerza de monstruos Comandos Aulladores. Goom más tarde apareció en la Isla Monstruo cuando Shadowcat y Magik parecían buscar una chica mutante llamada Bo. Goom fue uno de los monstruos que atacaron a los tres hasta Magik, teletransportada a sí misma, Shadowcat y Bo a la Escuela de Aprendizaje Superior de Jean Grey.
Durante la historia de Monsters Unleashed, Goom se encontraba entre los monstruos que se veían caer del cielo cerca de San Diego. Resultó que Goom y los otros monstruos que fueron apodados "Goliatones" fueron convocados por el niño inhumano Kei Kawade, donde ayudaron a luchar contra la Marea Leviathon. En una de estas batallas, Goom se burló de su hijo Googam por luchar en su batalla contra un Leviathon Insectoide.

## Poderes y habilidades
Goom tiene poderes mentales y una inmensa cabeza. Tenía una tecnología avanzada que fue visto en Tales of Suspense vol. 1 # 15 incluyendo una nave espacial, una desintegración de inducción de "Rayo de Neutrones", y una máquina del tiempo, que tenía la capacidad de cambiar la edad de los demás.

## En otros medios

### Televisión
- Goom aparece en la serie de Hulk and the Agents of S.M.A.S.H., donde es interpretado por Dee Bradley Baker:
  - En la primera temporada, episodio "Cazador Cazado", Goom que se ve en este episodio se representa como una hembra, no demuestra ningún poder mental y es poco más que un animal salvaje con la capacidad de respirar fuego, hielo y ácido. En la Isla Monstruo, Hulk encuentra los huevos de Goom, que eclosionan en Bebés Gooms que Hulk protege de Arkon. Cuando Hulk y las crías (voz de Clancy Brown, Benjamin Diskin y Eliza Dushku) son capturados y colocados en jaulas en la nave de Arkon, se revela que Goom fue capturado previamente por Arkon en su plan para criar a los bebés Gooms y usarlos para cazar a los héroes de la Tierra. Hulk y los Gooms estrellan la nave de Arkon,  mientras que Arkon es ahuyentado por los habitantes de la isla Monstruo. Hulk dejó una de las cámaras flotantes en la isla Monstruo para mantener un ojo en el bebé Goom.
  - En la segunda temporada, episodio "Planeta Monstruo, Pt. 2", Goom ayuda a los Agentes de S.M.A.S.H. y los Vengadores en su lucha contra los Kree.

### Lectura adicional
- Cotter, Robert Michael "Bobb" (2008). The Great Monster Magazines: A Critical Study of the Black and White Publications of the 1950s, 1960s and 1970s. McFarland & Company. ISBN 978-0786433896.
- Rhett Thomas, John (2015). The Marvel Legacy of Jack Kirby. Marvel. ISBN 978-0785197935.